# Telefoniczny kod kraju

Mapa z telefonicznymi kodami państw świata

Telefoniczny kod kraju, międzynarodowy wskaźnik telefoniczny, w polskim planie numeracji krajowej dla publicznych sieci telefonicznych nazwany wskaźnikiem (kodem) kraju – jedno- dwu- lub trzycyfrowy kod stosowany w międzynarodowych połączeniach telefonicznych w celu oznaczenia kraju przeznaczenia albo globalnej sieci telefonicznej (np. satelitarnej) albo globalnej usługi telefonicznej (np. międzynarodowe połączenia bezpłatne – freephone, międzynarodowe premium rate).
Kod ten jest wybierany po tzw. prefiksie międzynarodowym (w większości krajów świata jest to „00”, w telefonii komórkowej można go zastąpić przez „+”). Przykładowo, aby połączyć się z zagranicy z Polską (która ma kod 48), w telefonie stacjonarnym przed krajowym numerem abonenta wybiera się zwykle 0048, a w telefonie komórkowym +48.
Kody kraju są przydzielane poszczególnym krajom, sieciom i usługom przez ITU.

## Lista kodów krajowych
Jednocyfrowe kody kraju obowiązują dla:
- 1 – 25 krajów i terytoriów w Ameryce Północnej i na Karaibach (w tym dla USA i Kanady) w ramach Północnoamerykańskiego Planu Numeracyjnego (North American Numbering Plan, NANP),
- 7 – Rosji i Kazachstanu.

### Nieaktualne kody
- 37 – byłej Niemieckiej Republiki Demokratycznej, obecnie 49 razem z Niemcami;
- 38 – byłej Jugosławii, obecnie 381 (Serbia), 382 (Czarnogóra), 383 (Kosowo), 385 (Chorwacja), 386 (Słowenia), 387 (Bośnia i Hercegowina) i 389 (Macedonia Północna);
- 42 – byłej Czechosłowacji, obecnie 420 (Czechy) i 421 (Słowacja);
- 670 – byłego terytorium powierniczego Mariany Północne, obecnie 1670[a];
- 671 – byłego Terytorium Guam, obecnie 1671[a];
- 672 – były numer Wysp Kokosowych i Wyspy Bożego Narodzenia, obecnie 61 razem z Australią;
- 684 – były numer Samoa Amerykańskiego, obecnie 1684[a];
- 7 – byłego ZSRR, pod tym kodem zostały Rosja i Kazachstan, a oddzieliły się:
  - 7012[b] – była Litewska SRR, obecnie 370 (Litwa);
  - 7013[b] – była Łotewska SRR, obecnie 371 (Łotwa);
  - 7014[b] – była Estońska SRR, obecnie 372 (Estonia);
  - 7015 do 7017 i 7021 do 7023x (oprócz 70235) i 7029[b] – była Białoruska SRR, obecnie 375 (Białoruś);
  - 70235 oraz 703 do 706 oprócz 7042[b] – była Ukraińska SRR, obecnie 380 (Ukraina);
  - 7042[b] – była Mołdawska SRR, obecnie 373 (Mołdawia);
  - 733[b] – była Kirgiska SRR, obecnie 996 (Kirgistan);
  - 7360, 7363 i 7370[b] – była Turkmeńska SRR (przez ZSRR), obecnie 993 (Turkmenistan);
  - 7361, 7362, 7365 do 7369 i 7371 do 7376[b] – była Uzbecka SRR, obecnie 998 (Uzbekistan);
  - 7377 do 7379[b] – była Tadżycka SRR, obecnie 992 (Tadżykistan);
  - 7881 do 7883[b] – była Gruzińska SRR, obecnie 995 (Gruzja);
  - 7885[b] – była Armeńska SRR, obecnie 374 (Armenia);
  - 789[b] – była Azerbejdżańska SRR, obecnie 994 (Azerbejdżan);
- 969 – byłej Ludowo-Demokratycznej Republiki Jemenu, obecnie 967 razem z Jemenem.